# Merimbla brevicompactum
Merimbla brevicompactum är en svampart som beskrevs av H.Z. Kong 1999. Merimbla brevicompactum ingår i släktet Merimbla och familjen Trichocomaceae.   Inga underarter finns listade i Catalogue of Life.